# Vlieg met me mee (het avontuur)
Vlieg met me mee (het avontuur) is een single van de Nederlandse zangeres Trijntje Oosterhuis uit 1998. 

## Achtergrond
Vlieg met me mee (het avontuur) is geschreven door Tjeerd Oosterhuis, Henny Vrienten en Tamara Bos en geproduceerd door Tjeerd Oosterhuis. Het is een nederpoplied dat gaat over het avontuur aangaan en een stap in het diepe zetten. Het lied was onderdeel van de soundtrack van de film Abeltje. De B-kant van de single was Someone Like You. Dit is een lied van de band Total Touch, waar de zangeres toentertijd met haar broer Tjeerd Oosterhuis in zat.

## Hitnoteringen
Het lied had bescheiden successen in de Nederlandse hitlijsten. De piekpositie in de Mega Top 100 was de zestiende plaats in de 23 weken dat het er in stond. Het kwam tot de achttiende plaats in de Top 40. Het lied was hier dertien weken in te vinden. 